# Las cuatro barras de la señera catalana
Las cuatro barras de la señera catalana (en catalán: Les quatre barres de la senyera catalana) es un monumento escultórico situado en la plaza Rosa de los Vientos de Barcelona, en el distrito de Ciutat Vella. Fue creado en 2009 por Ricardo Bofill y está dedicado a la bandera de Cataluña, la senyera. Fue inaugurado el 1 de septiembre de 2009.

## Historia y descripción

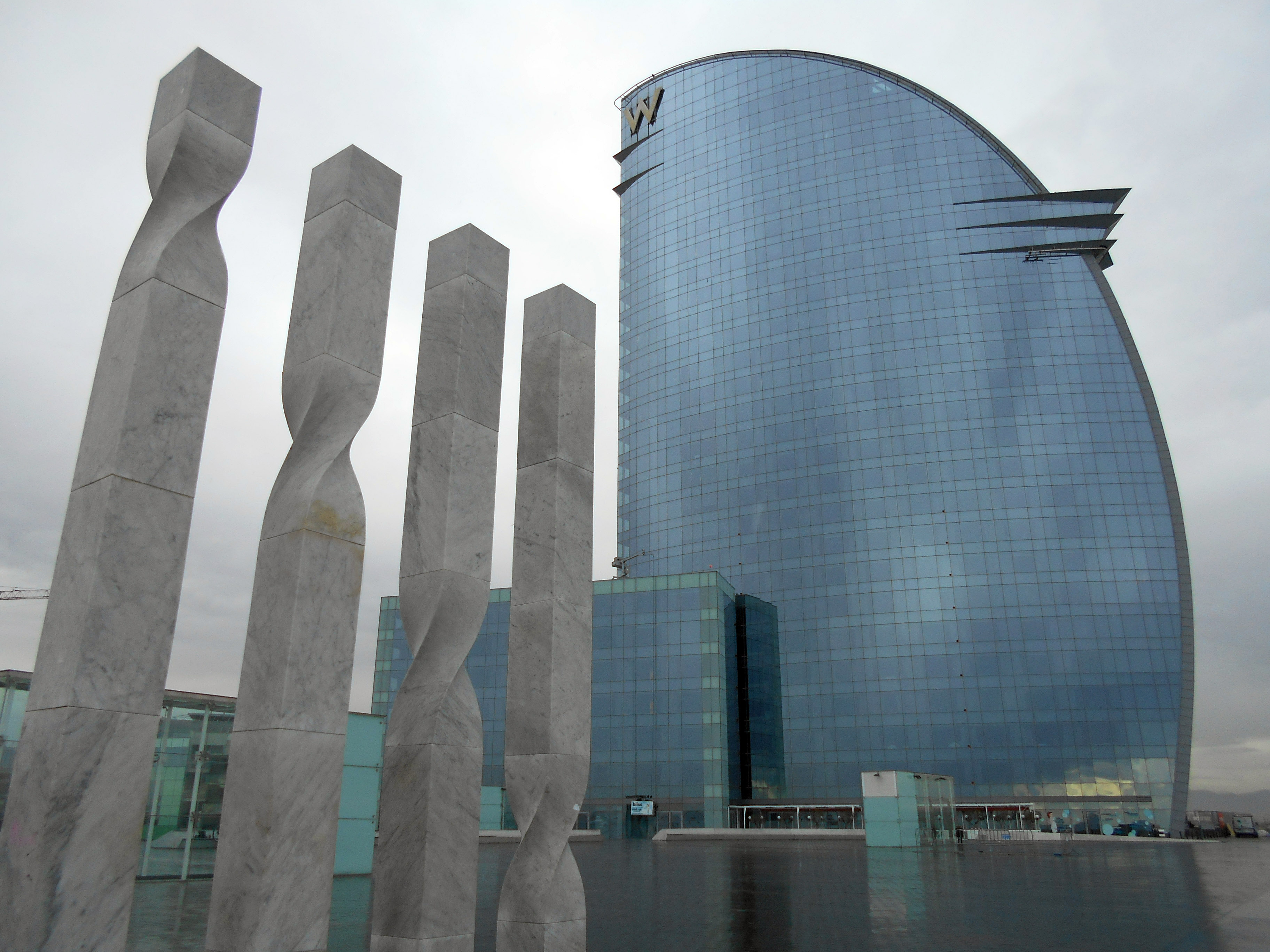
El monumento con el hotel W Barcelona al fondo

En 2009, el arquitecto Ricardo Bofill construyó en la plaza Rosa de los Vientos, al final del paseo Marítimo de Barcelona, el hotel W Barcelona —también conocido como Hotel Vela—, un edificio de 105 m de altura con forma de vela de barco, con fachada de muro cortina acristalado. Para entonces, Bofill era un arquitecto de larga y reconocida trayectoria y de fama internacional, uno de los principales exponentes de la arquitectura posmoderna. En 1963 fundó su Taller de Arquitectura, una experiencia multidisciplinar que aunaba la arquitectura con las matemáticas, la poesía, la filosofía, la economía, la publicidad y la fotografía. Vinculado en sus inicios a la Escuela de Barcelona, se distanció de la misma por el tratamiento de la planta y el volumen, a los que aplicó un cierto componente de experimentación formal, al tiempo que introdujo rasgos tecnologicistas. Ello se acentuó a finales de los años 1960, en que denotó una fuerte influencia del grupo británico Archigram. A partir de los años 1970 se enmarcó en el posmodernismo, una tendencia que defiende la libre utilización de los estilos históricos, con tendencia al eclecticismo, desligando el lenguaje arquitectónico de su imagen resultante, los principios de la apariencia, la construcción de la forma. Desde entonces practicó una arquitectura escenográfica, colorística y evocativa, sin convenciones, con un cierto grado de superficialidad, dando valor especialmente a la imagen. Entre sus obras en Barcelona destaca, además del Hotel W, el Teatro Nacional de Cataluña (1987-1997).

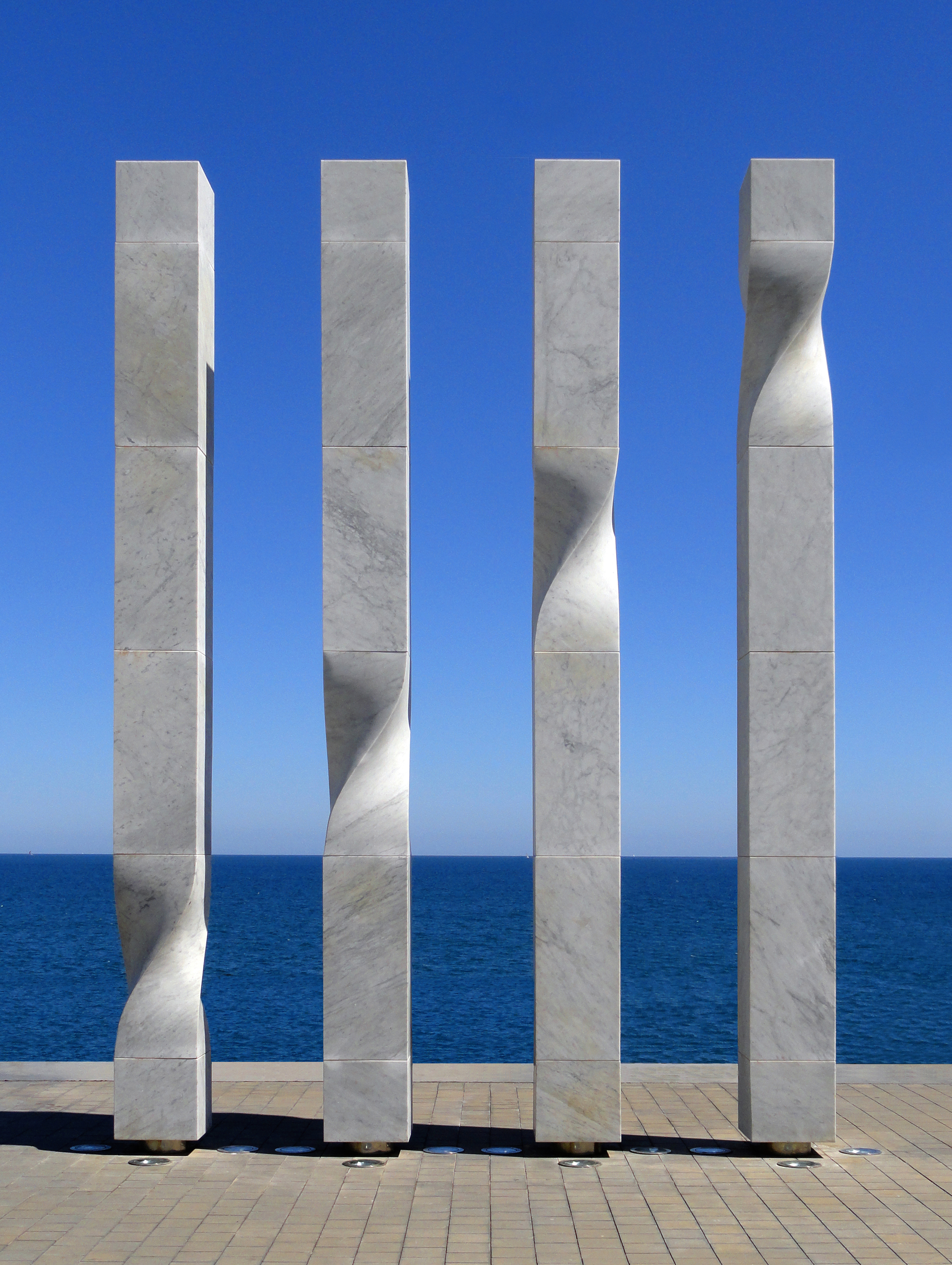
Visión frontal de la escultura

Como complemento al edificio, Bofill pensó colocar una escultura en la plaza adyacente, la plaza de la Rosa de los Vientos, un espacio de 1,2 ha que da acceso al rompeolas del dique este del Puerto de Barcelona. Además de la escultura de Bofill, esta plaza cuenta con un reloj de sol, obra de Rafael Soler Gayà de 2018.
Bofill planteó un homenaje a las cuatro barras de la bandera catalana, «la tradicional de cuatro barras rojas en fondo amarillo», según especifica el artículo 8.2 del Estatuto de Autonomía de Cataluña de 2006, con origen en la antigua señera de los reyes de la Corona de Aragón.
La escultura está formada por cuatro columnas ortoédricas de 6 metros de altura, cada una elaborada con seis bloques de mármol de Carrara de 0,50 x 0,50 m de ancho y una estructura interior de acero como soporte. Como elemento singular y para evitar la rigidez vertical de las columnas, Bofill ideó el otorgar a cada una de ellas un giro helicoidal que les proporciona dinamismo, situado en cada columna a diferente altura, de forma que el movimiento se traslade de forma diagonal desde la primera columna hasta la última, con la premisa de mantener tanto la base como la culminación de las columnas con un bloque de forma cuadrada. Para dicho movimiento helicoidal, Bofill se inspiró en las columnas diseñadas por Antoni Gaudí para la nave central del Templo Expiatorio de la Sagrada Familia.